# Christel Meinel
Christel Meinel (ur. 24 grudnia 1957) – niemiecka biegaczka narciarska reprezentująca NRD. W 1978 roku wystartowała na mistrzostwach świata w Lahti zdobywając wspólnie z Marlies Rostock, Barbarą Petzold i Birgit Schreiber srebrny medal w sztafecie 4x5 km.
Reprezentowała klub SC Dynamo Klingenthal.
Jej starszy brat, Dieter Meinel, również uprawiał biegi narciarskie.

## Osiągnięcia

### Mistrzostwa świata
| Miejsce | Dzień     | Rok  | Miejscowość | Konkurencja             | Czas biegu | Strata   | Zwyciężczyni    |
| ------- | --------- | ---- | ----------- | ----------------------- | ---------- | -------- | --------------- |
| 9.      | 18 lutego | 1978 | Lahti       | 10 km stylem klasycznym | 37:01,72   | +1:00,66 | Zinaida Amosowa |
| 5.      | 20 lutego | 1978 | Lahti       | 5 km stylem klasycznym  | 18:53,50   | +20,88   | Helena Takalo   |
| 2.      | 22 lutego | 1978 | Lahti       | Sztafeta 4x5 km         | 1:13:25,08 | +4,66    | Finlandia       |
| 10.     | 25 lutego | 1978 | Lahti       | 10 km stylem klasycznym | 1:13:00,85 | +2:44,98 | Zinaida Amosowa |